# Fraser Stoddart

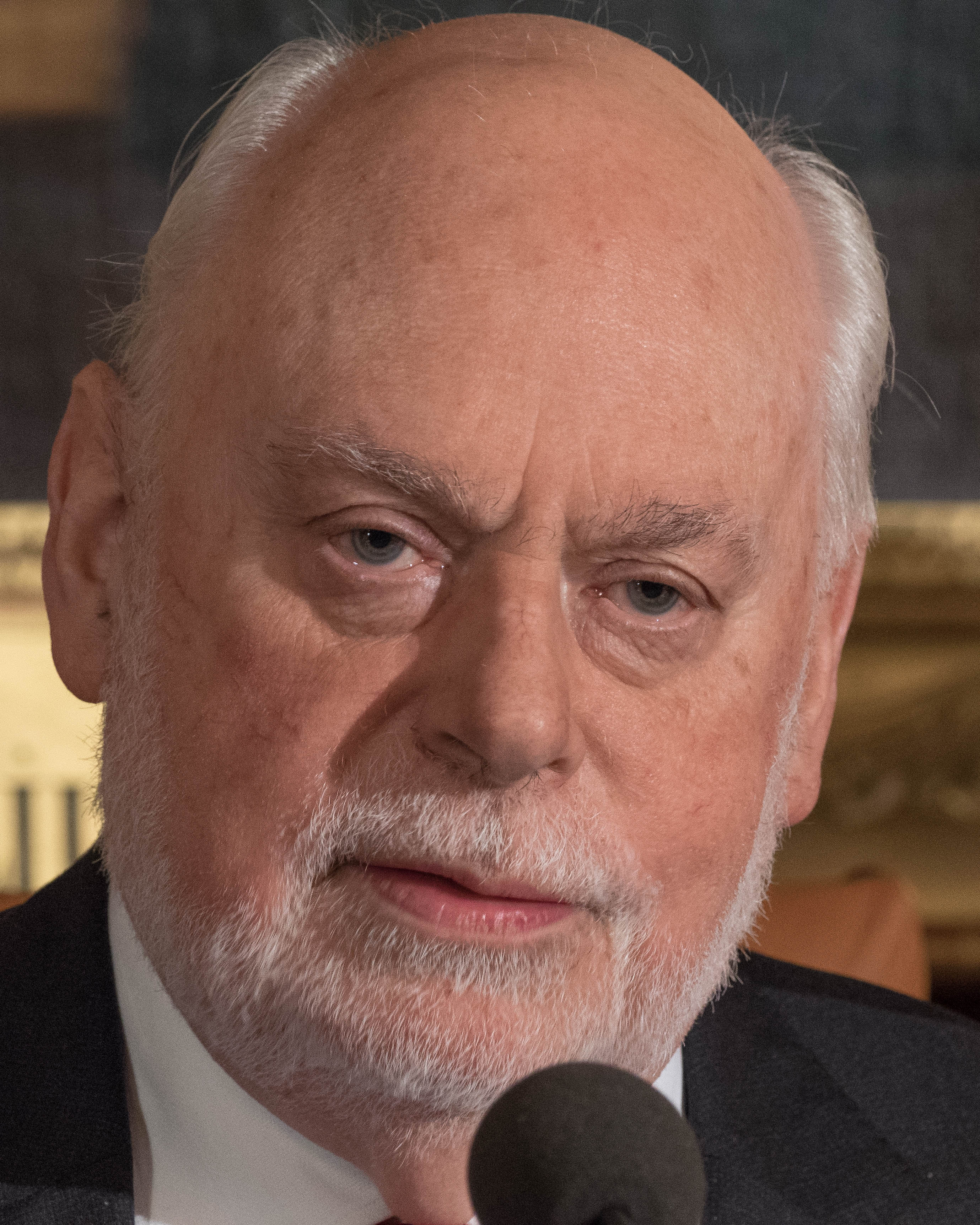
Fraser Stoddart (2016)

Sir James Fraser Stoddart (* 24. Mai 1942 in Edinburgh; † 30. Dezember 2024) war ein britisch-US-amerikanischer Chemiker. 2016 erhielt er mit Jean-Pierre Sauvage und Ben Feringa den Nobelpreis für Chemie für „das Design und die Synthese von molekularen Maschinen“.

## Leben und Wirken
Fraser Stoddart, der Sohn von Thomas Fraser Stoddart und Jane Spalding Hislop Stoddart, besuchte von 1950 bis 1960 das Melville College in Edinburgh und studierte anschließend Chemie an der University of Edinburgh, 1964 erhielt er seinen Bsc, 1966 den Ph.D. (Betreuer: Edmund Hirst) und 1980 den selten verliehenen Grad DSc. Von 1967 bis 1970 war Stoddart Post-Doktorand an der Queen’s University in Kingston, Ontario, Kanada. 1970 wechselte er an die University of Sheffield, wo er bis 1978 Lecturer und von 1981 bis 1990 Reader in Chemie war. Von 1978 bis 1981 forschte er am Laboratorium von Imperial Chemical Industries in Runcorn. Von 1990 bis 1997 war Stoddart Professor für Organische Chemie an der University of Birmingham, 1993 bis 1997 als Leiter der School of Chemistry. Von 1997 bis 2003 war er Saul Winstein Professor für Organische Chemie an der University of California, Los Angeles, die er bereits von einem Gastaufenthalt 1978 kannte. Ab 2003 war er Fred Kavli Professor für Nanowissenschaften an der University of California, Los Angeles und von 2003 bis 2007 war er Direktor des California NanoSystems Institute. Gastprofessorenaufenthalte führten ihn 1980 an die Texas A&M University, 1985 und 1987 an die Universität Messina, Italien, und 1987 an die École nationale supérieure de chimie de Mulhouse, Frankreich.

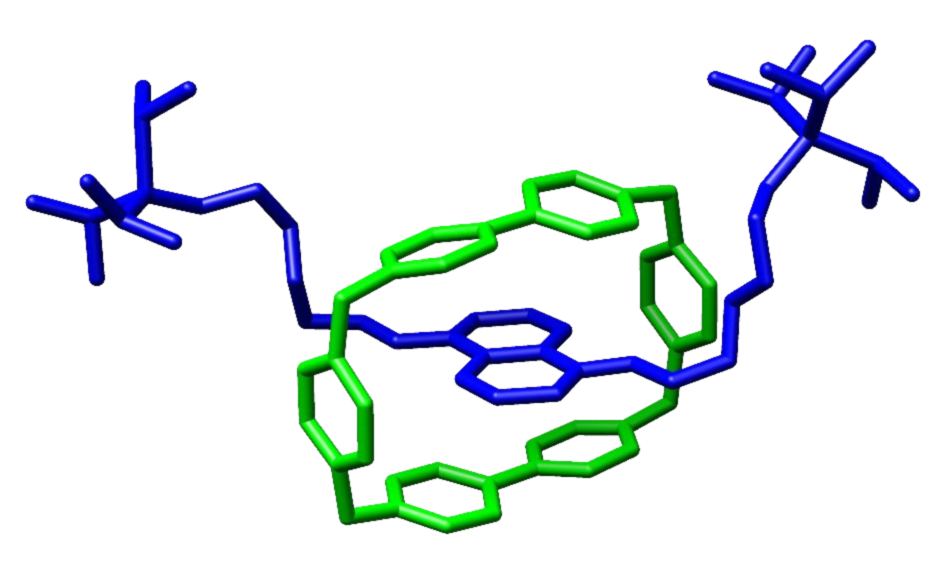
Rotaxan

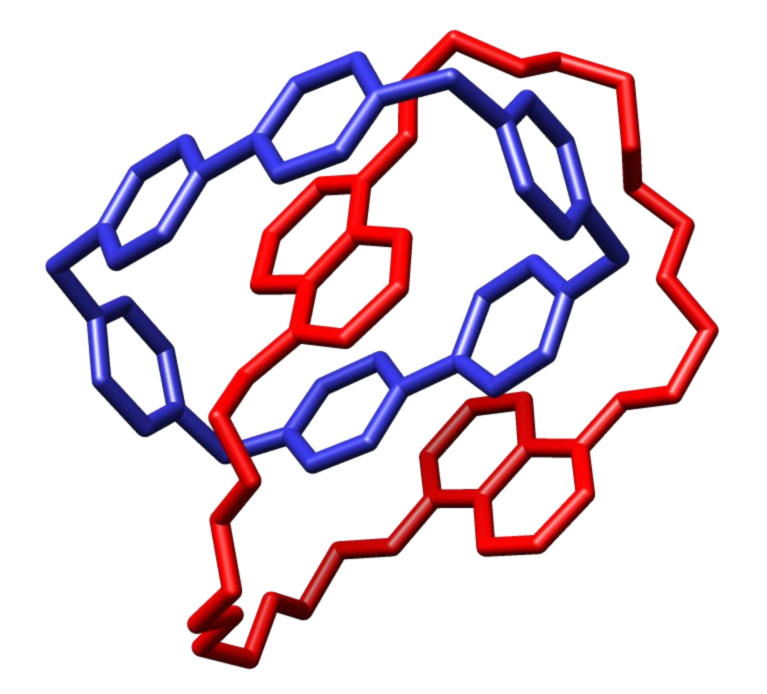
Catenan

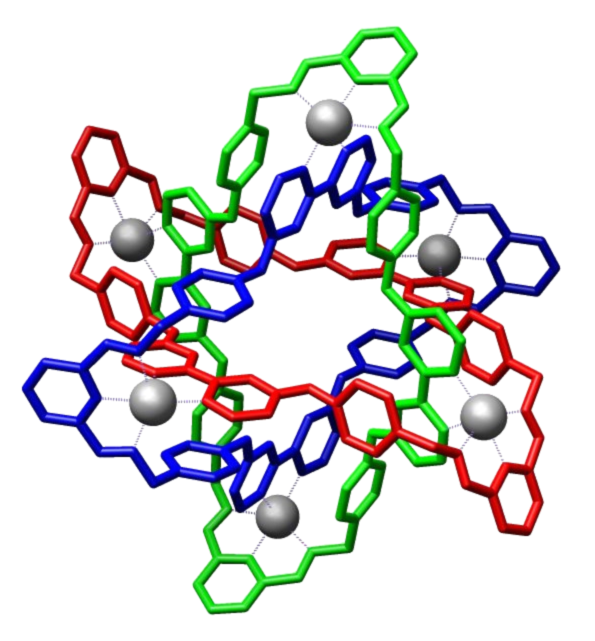
Molekulare Borromäische Ringe

Stoddart forschte auf dem Gebiet der Nanowissenschaften, der supramolekularen Chemie, der Physikalischen Organischen Chemie und der Stereochemie. Er untersuchte Dendrimere, Katenane (zuerst entwickelt von Jean-Pierre Sauvage), Rotaxane und andere nichtkovalent, sondern mechanisch-gebundene Stoffe, darunter auch chemische Realisierungen Borromäischer Ringe. Durch die nichtkovalente, mechanische Bindung haben die Strukturen Bewegungsspielraum. Von Stoddart stammen die ersten Rotaxane, bei denen sich ein Ring wie auf einem Fahrstuhl entlang einer linearen Struktur bewegen kann. Für die Synthese benutzte er als Baustein häufig das Cyclophan Cyclobis(paraquat-p-phenylen) (auch Stoddart’s Blue Box genannt, da er elektronenarme Strukturen in seinen Präsentationen blau zu färben pflegt, elektronenreiche rot), das besonders elektronenarm ist und so mit aromatischen Ringen reagiert. Bistabile Katenane und Rotaxane, bei denen sich die molekularen Strukturen gegeneinander mechanisch verschieben können, nutzte er als molekulare Schalter, die chemisch, elektrisch und optisch aktiviert werden können. Andere potentielle Anwendungen sind Aktoren, Verstärker und Sensoren. Außerdem arbeitet er an künstlichen molekularen Maschinen (die zuerst von Ben Feringa 1999 entwickelt wurden). In der Entwicklung nanomechanischer Systeme kombiniert er einen Bottom-up-Zugang über molekularen Selbstzusammenbau und einen Top-down-Zugang über Mikrolithographie und Mikrofabrikation.
Stoddart entwickelte 2017 eine umweltfreundliche Alternative zur Verwendung hochgiftiger Cyanide im Gold- und Silberbergbau unter Verwendung von Wasserstoffperoxid und Maisstärke. Dazu gründete er die Firma Cycladex in Nevada.
Seit 1968 war er mit Norma Agnes Scholan verheiratet († 2004) und Vater zweier Töchter.

## Werke
Stoddart veröffentlichte mehr als 800 wissenschaftliche Arbeiten, darunter die Monographien:
- Some Studies on Plant Gums of the Acacia Genus Copy. Thesis (Ph. D.), University of Edinburgh, 1966.
- Stereochemistry of Carbohydrates. Wiley-Interscience, New York 1971, ISBN 0-471-82650-2.
- Some adventures in stereochemistry. Thesis (D.Sc.), University of Edinburgh, 1980.
- mit Fritz Vögtle und Masakatsu Shibasaki als Herausgeber: Stimulating concepts in chemistry. Wiley-VCH, Weinheim [u. a.] 2000, ISBN 3-527-29978-5.
- mit D. B. Ambilino: Interlocked and intertwined structures and superstructures, Chem. Rev., Band 95, 1995, S. 2725–2828
- mit Carson J. Bruns: The nature of the mechanical bond : from molecules to machines, Wiley 2017

## Auszeichnungen
- 1964 Hope Prize in Chemistry (University of Edinburgh)
- 1978 Carbohydrate Chemistry Award (The Chemical Society)
- 1978 Chartered Chemist der Royal Society of Chemistry
- 1980, 1981 und 1982 RSC Perkin Division Career Award (Royal Society of Chemistry)
- 1993 International Izatt-Christensen Award in Macrocyclic Chemistry
- 1994 Chaire Bruylants Award (Université catholique de Louvain, Belgien)
- 1995 Steinhofer-Preis (Adolf-Steinhofer-Stiftung, Technische Universität Kaiserslautern)
- 1999 Arthur C. Cope Scholar Award (American Chemical Society)
- 2000 Herbert Newby McCoy Award (University of California, Los Angeles)
- 2004 Nagoya-Goldmedaille in Organischer Chemie (Universität Nagoya, Japan)
- 2005 PSME Division Arthur K. Doolittle Award (American Chemical Society)
- 2005 Alumnus of the Year (University of Edinburgh)
- 2006 Mack Memorial Award (Ohio State University)
- 2006 Fusion Award (University of Nevada, Reno)
- 2007 Knight Bachelor
- 2007 King Faisal International Prize
- 2007 Jabir ibn Hayyan (Geber) Medal (Saudi Chemical Society)
- 2007 Tetrahedron-Preis
- 2007 Albert Einstein World Award of Science
- 2007 Feynman Prize in Nanotechnology (Foresight Institute)
- 2008 Arthur C. Cope Award (American Chemical Society)
- 2014 Centenary Prize der Royal Society of Chemistry
- 2016 Nobelpreis für Chemie
- 2025 Glenn T. Seaborg Medal
- Ehrendoktorwürden: 2005 University of Birmingham, 2006 Universität Twente
- Ehrenprofessor der East China University of Science and Technology in Shanghai 2005

## Mitgliedschaften
- 1965 The Chemical Society (später Royal Society of Chemistry)
- 1971 American Chemical Society
- 1994 Royal Society
- 1994–97 Royal Institution of Great Britain
- 1999 Leopoldina[7]
- 2005 American Association for the Advancement of Science
- 2006 Königlich-Niederländische Akademie der Wissenschaften
- 2012 Mitglied der American Academy of Arts and Sciences
- 2014 Mitglied der National Academy of Sciences[8]
- 2018 Mitglied der Chinesischen Akademie der Wissenschaften[9]